# Гончаров, Степан Осипович
Степа́н О́сипович (Иосифович) Гончаро́в (1831—1912) — генерал от инфантерии, комендант Свеаборгской крепости, исправляющий должность генерал-губернатора Великого княжества Финляндского, член Военного совета Российской империи.

## Биография
Сын обер-офицера, родился 28 марта 1831 года в Херсонской губернии. Образование получил в Одесском Ришельевском лицее.
В военную службу определён 17 сентября 1851 года унтер-офицером в Литовский егерский полк. 26 мая 1852 года произведён в прапорщики, а через год был прикомандирован к 5-му стрелковому батальону, с которым участвовал в походе в Придунайские княжества, перешёл Прут и Дунай и был в делах при осаде Силистрии. В 1854 году переведён в 5-й стрелковый батальон, поступил в состав войск, охранявших побережье Чёрного моря и за отличие в делах против турок был 10 мая произведён в подпоручики. 4 января 1855 года назначен исправляющим должность батальонного адъютанта и вскоре был утвержден в этой должиости.
5 мая 1858 года произведён в поручики и с 13-м стрелковым полком (бывший 5-й стрелковый батальон) был командирован на Кавказ, где поступил в состав гарнизона укрепления Анапы. Здесь он участвовал в разорении находившихся близ укрепления и Корсунской станицы завалов, а также при разбитии 9 мая 1859 года полуторатысячного неприятельского отряда. 15 июля 1859 года 13-й стрелковый полк возвратился в Центральную Россию и Гончаров был награждён за отличие в Кавказских походах орденом св. Станислава 3-й степени с мечами и бантом.
21 марта 1860 года Гончаров был произведён в штабс-капитаны, а в следующем году успешно сдал вступительные экзамены в Николаевскую академию Генерального штаба. 25 июня 1862 года за успехи в науках был произведён в капитаны (со старшинством от 20 апреля). По окончании в 1863 году курса, за отличные успехи в науках награждён малой серебряной медалью и чином майора (со старшинством от 21 ноября) и причислен к Генеральному штабу с назначением в Главное управление Генерального штаба.
17 ноября 1864 года Гончаров был зачислен в Генеральный штаб подполковником и назначен старшим адъютантом в штаб 1-й гвардейской пехотной дивизии. Пробыв в этой должности до 16 июня 1865 года, он получил новое назначение — начальником штаба 5-й кавалерийской дивизии. 31 марта 1868 года произведён в полковники; с 17 января 1869 года состоял для особых поручений при командующем войсками Харьковского военного округа, а 29 июля 1870 года назначен помощником начальника штаба того же округа.

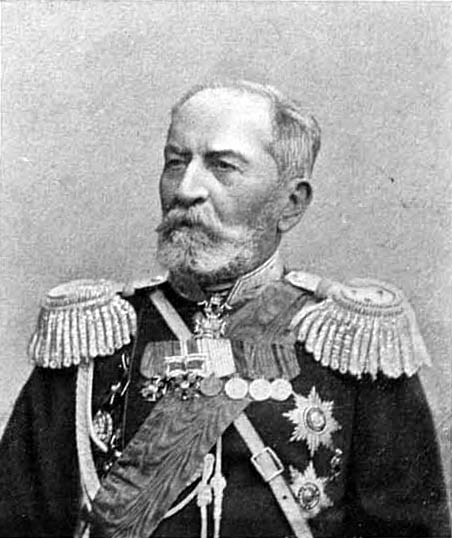
Степан Осипович Гончаров
Фотография 1907 года

18 декабря 1874 года назначен исправляющим дела начальника штаба Харьковского военного округа и 13 апреля 1875 года произведён в генерал-майоры (со старшинством от 30 августа 1878 года) с утверждением в должности. 19 декабря 1884 года был отчислен, с назначением в распоряжение начальника Главного штаба.
18 июля 1887 года назначен комендантом Свеаборгской крепости; 30 августа 1888 года произведён в генерал-лейтенанты; в 1889 году ему было объявлено Высочайшее благоволение за труды по разработке в особой комиссии устава о земских повинностях. 16 марта 1893 года назначен помощником генерал-губернатора Великого княжества Финляндского и командующего войсками Финляндского военного округа и, состоя в этой должности, неоднократно исправлял обязанности генерал-губернатора и командующего войсками, а с отчислением 1 января 1897 года от должности графа Гейдена, назначен замещать должность Финляндского генерал-губернатора впредь до прибытия в сентябре 1898 года генерал-адъютанта Бобрикова. В 1897 году генералу Гончарову повелено было открыть и закрыть от имени Его Императорского Величества общий сейм земских чинов Великого княжества Финляндского.
27 ноября 1898 года Гончаров был назначен членом Военного совета. 9 апреля 1900 года произведён в генералы от инфантерии. 20 августа 1904 года назначен председателем Главного военно-санитарного комитета, с оставлением членом Военного совета. На должности председателя находился до 2 января 1910 года.
Скончался 8 июня 1912 года в Петергофе, из списков исключён 15 июня.
Его брат Фёдор был генерал-лейтенантом в отставке.

## Награды
Среди прочих наград Гончаров имел ордена:
- Орден Святого Станислава 3-й степени с мечами и бантом (1859 год)
- Орден Святого Станислава 2-й степени с императорской короной (1867 год)
- Орден Святой Анны 2-й степени с императорской короной (1870 год)
- Орден Святого Владимира 3-й степени (1873 год)
- Орден Святого Станислава 1-й степени (1878 год)
- Орден Святой Анны 1-й степени (1883 год)
- Орден Святого Владимира 2-й степени (1886 год)
- Орден Белого орла (1891 год)
- Орден Святого Александра Невского (6 декабря 1894 года, алмазные знаки к этому ордену пожалованы 6 декабря 1899 года)
- Орден Святого Владимира 1-й степени (26 мая 1902 года)